# Aire urbaine de Saint-Pierre
L'aire urbaine de Saint-Pierre est une aire urbaine française centrée autour de Saint-Pierre, sur l'île de La Réunion. Composée de quatre communes, Entre-Deux, Petite-Île, Saint-Pierre et Le Tampon, elle comptait 165 987 habitants en 2008.

## Annexe